# 1928 en Finlande
Cet article présente les faits marquants de l'année 1928 en Finlande.

## Décès
- 31 mars : Adolf von Bonsdorff, éducateur et homme politique finlandais (° 14 octobre 1862).